# Янковський Олександр Карлович
Олександр Карлович Янковський (20 липня 1887 — †?) — підполковник Армії УНР.

## Біографія
Народивсяу м. Могилів-Подільський. Останнє звання у російській армії — штабс-капітан.
На службі в Дієвій армії УНР з 1919 р.
У 1920—1922 рр — старшина 21-го куреня 3-ї Залізної дивізії Армії УНР.
Подальша доля невідома.